# Ветринский район
Ветринский район (бел. Ветрынскі раён) — административно-территориальная единица в составе Белорусской ССР, существовавшая в 1924—1931 и 1935—1960 годах. Центр — местечко (с 1958 — городской посёлок) Ветрино.

## История
Ветринский район был образован в 1924 году в составе Полоцкого округа. По данным 1926 года имел площадь 872 км², население — 34,9 тыс. чел. В 1930 году, когда была упразднена окружная система, Ветринский район перешёл в прямое подчинение БССР. В 1931 году район был упразднён, а его территория передана в Полоцкий район.
В феврале 1935 года Ветринский район был восстановлен в прямом подчинении БССР. В июне того же года вошёл в состав восстановленного Полоцкого округа. В январе 1938 года с введением областного деления включён в состав Витебской области. По данным переписи 1939 года, в районе проживало 34 564 человека (32 105 белорусов, 1191 русских, 395 евреев, 367 украинцев, 263 поляка и 243 представителя прочих национальностей). В 1944 году отошёл к Полоцкой области.
По данным на 1 января 1947 года район имел площадь 1,1 тыс. км². В его состав входили 14 сельсоветов: Бобыничский, Ветринский, Воронечский, Гомельский, Городокский (центр — д. Загатье), Заскорский, Литвиновский, Навлицкий, Начский, Островщинский, Рудненский, Семенецкий, Туровлянский, Шпаковщинский. По данным переписи 1959 года, в районе проживало 22 985 человек.
В 1954 году, в связи с упразднением Полоцкой области, Ветринский район отошёл к Витебской области.
20 января 1960 года Ветринский район был упразднён, а его территория разделена между Полоцким и Ушачским районами.
В состав Ушачского района переданы Бобыничский и Воронечский сельсоветы; в состав Полоцкого района — сельсоветы Гомельский, Заозерский, Заскорский, Литвиновский, Начский, Островщинский, Туровлянский, Шпаковщинский и городской посёлок Ветрино с подчиненными поселковому Совету населенными пунктами.